# جی تینگ
جی تینگ (انگلیسی: Ji Ting؛ زادهٔ ۱۱ اکتبر ۱۹۸۲) بازیکن فوتبال اهل چین است.